# بنیامین جاوت
بنیامین جاوت (به انگلیسی: Benjamin Jowett)، (زاده ۱۵ آوریل ۱۸۱۷ - درگذشته یکم اکتبر ۱۸۹۳) به عنوان استاد راهنمای مؤثر و اصلاح‌گر پیشرو در دانشگاه آکسفورد مشهور است، عالم الهیات و مترجم آثار افلاطون و توسیدید و او استاد کالج بالیول آکسفورد بود.